# Нюландско-Тавастгусская губерния
Нюландско-Тавастгусская губерния — губерния Великого княжества Финляндского Российской империи, существовавшая в 1809—1831 годах.

## История и описание
Образована после Русско-шведской войны 1808—1809 годов и присоединения Финляндии к России на месте одноименного лена Шведской Финляндии в тех же границах. На финском и шведском языках название региона не менялось, поэтому слово «губерния» в данном случае можно рассматривать как простой перевод на русский язык слова «лен». 
В составе губернии первоначально было 8 уездов. Центром губернии служил город Тавастгус (Хямеэнлинна); при этом на её территории располагались также города Гельсингфорс (Хельсинки, центр Великого княжества Финляндского), Борго (Порвоо), Таммерфорс (Тампере), Экенес (Таммисаари), а а также крепость Свеаборг. 
Население губернии  в 1830 году насчитывало 282 000 человек (в большинстве своём это были финны и финские шведы). Вероисповеданием абсолютного большинства населения губернии (как финнов, так и шведов) являлось лютеранство.
Нюландско-Тавастгусская губерния представляла собой центральный регион Финляндии, наиболее развитый в культурном отношении. Наиболее развитым в промышленном отношении являлся г. Таммерфорс.
Указом императора Николая I от 24 марта (5 апреля) 1831 года «О разделении Великого княжества Финляндского на восемь губерний», Нюландско-Тавастгусская губерния была разделена на две: Нюландскую и Тавастгусскую.

## Губернаторы
- 1790–1810: Иоганн Генрих Мунк — назначен шведами. Участвовал в Боргоском сейме, но вскоре покинул свой пост.
- 1810–1815: Густав Фридрих Шернваль — первый губернатор, назначенный русским императором (Александром I).
- 1816–1828: Густав Хьярне
- 1828–1831: Карл Клик